# Епархия Мидлсбро
Епархия Мидлсбро — римско-католический диоцез с центром в городе Мидлсбро графства Северный Йоркшир в Англии.

## История
Диоцез основан 20 декабря 1878 года, отделившись от диоцеза Беверли, который охватывал весь Йоркшир. Диоцез входит в провинцию Ливерпуля.
Площадь диоцеза составляет 4,000 км² и включает графства: Восточный райдинг Йоркшира, частично Северный Йоркшир. Диоцез насчитывает 12 деканатов и 94 прихода. Кафедральный собор — собор Святой Марии в городе Кулби Ньюэм под Мидлсборо.
В настоящий момент пост епископа Мидлсбро занимает Теренс Дрейни, 7-й епископ Мидлсбро, который сменил Джона Кроули, вышедшего в отставку по состоянию здоровья в 2007 году.

## Епископы
- Ричард Лейси (1879—1929)
- Томас Шайн (1929—1955), стал архиепископом (личный титул) в 1955 году перед своей смертью
- Джордж Бруннер (1956—1967)
- Джон Джерард МакКлин (1967—1978)
- Августин Харрис (1978—1992)
- Джон Патрик Кроули (1992—2007)
- Теренс Патрик Дрейни (с 2007)